# قائمة رتب الفطريات
تسرد هذه المقالة رتب الفطريات

## شعبةالفطريات الأصيصية

### طائفةالسويطيانية
- رتبة السويطيات

### طائفةالفطريات أصيصية
- رتبة الHyaloraphidiales Doweld 2001

### طائفةالMonoblepharidomycetes
- رتبة الHarpochytriales Emerson & Whisler 1968
- رتبة الMonoblepharidales Schröter 1883

### طائفةالأصيصيانية
- رتبة الأصيصيات
- رتبة الMesochytriales Karpov & Aleoshin 2014
- رتبة الGromochytriales Karpov & Aleoshin 2014
- رتبة الCladochytriales Mozley-Standridge 2009
- رتبة الPolytrichiales Longcore & Simmons 2012
- رتبة الSynchytriales
- رتبة الLobulomycetales Simmons 2009
- رتبة الRhizophydiales Letcher 2006
- رتبة الSpizellomycetales Barr 1980
- رتبة الRhizophlyctidales Letcher 2007

## شعبةالفطريات الأرومية

### طائفةالأروميانية
- رتبة الأروميات

## شعبةالOlpidiomycota

### طائفةالOlpidiomycetes
- رتبة الOlpidiales Cavalier-Smith 2012

## شعبةالفطريات الحاشورية

### طائفةالفطريات حاشورية
- رتبة الNeozygitales Humber 2012

### طائفةالBasidiobolomycetes
- رتبة الBasidiobolales Jacz. & P.A. Jacz. 1931 ex. Cavalier-Smith 2012

### طائفةالحاشورانية
- رتبة الحاشوريات Winter 1880

## شعبةالفطريات الكيكزلية

### طائفةالكيكزلانية
- رتبة الكيكزليات
- رتبة الDimargaritales Benjamin 1979
- رتبة الAsellariales Manier 1950 ex. Manier & Lichtward 1978
- رتبة الHarpellales Lichtward & Manier 1978

### طائفةالزوباجانية
- رتبة الزوباجيات

## شعبةالفطريات العفنية

### طائفةالعفنانية
- رتبة العفنيات
- رتبة الإندغونيات

### طائفةالMortierellomycetes
- رتبة الMortierellales

## شعبةالفطريات الكببية

### طائفةالكببيانية
- رتبة الكببيات
- رتبة الArchaeosporales
- رتبة الDiversisporales
- رتبة الParaglomerales

## شعبةالمتجذرانية جوانية

### طائفةالمتجذرانية جوانية
- رتبة الTalbotiomycetales Riess et al. 2015
- رتبة المتجذرانية جوانية Bauer & Oberwinkler

## شعبةالفطريات الدعامية

### شعيبةالشقرانينية

#### طائفةالTritirachiomycetes
- رتبة الTritirachiales Aime & Schell 2011

#### طائفةالMixiomycetes
- رتبة الMixiales Bauer et al. 2006

#### طائفةالAgaricostilbomycetes
- رتبة الAgaricostilbales Oberw. & Bauer
- رتبة الSpiculogloeales Bauer et al.

#### طائفة الCystobasidiomycetes
- رتبة الCystobasidiales Bauer et al.
- رتبة الErythrobasidiales Bauer et al.
- رتبة الNaohideales Bauer et al.

#### طائفة الMicrobotryomycetes
- رتبة الHeterogastridiales Oberw. & Bauer
- رتبة الKriegeriales Toome & Aime
- رتبة الLeucosporidiales Samp., Weiss & Bauer
- رتبة الراهوبيات Bauer & Oberw.
- رتبة الSporidiobolales Doweld

#### طائفة الClassiculomycetes
- رتبة الClassiculales Bauer et al.

#### طائفة الCryptomycocolacomycetes
- رتبة الCryptomycocolacales Oberw. & Bauer

#### طائفة الAtractiellomycetes
- رتبة الAttractiellales Oberw. & Bandoni

#### طائفة الPucciniomycetes
- رتبة الHelicobasidiales Bauer et al.
- رتبة الPachnocybales Bauer et al.
- رتبة الPlatygloeales Moore
- رتبة الSeptobasidiales Couch ex Donk
- رتبة الشقرانيات Clem. & Shear

### شعيبةالسوادينية

#### طائفةالMonilielliomycetes
- رتبة الMoniliellales Wang, Bai & Boekhout 2014

#### طائفةالملاسيزية
- رتبة الملاسيزية Moore 1980 emend. Begerow, Bauer & Boekhout 2000

#### طائفةالسوادانية
- رتبة الUrocystales Bauer & Oberw.
- رتبة السواديات Clinton emend. Bauer & Oberw.

#### طائفةالزملولانية
- رتبة الCeraceosorales Begerow, Stoll & Bauer
- رتبة الDoassansiales Bauer & Oberw.
- رتبة الEntylomatales Bauer & Oberw.
- رتبة الزملوليات P. Henn. emend. Bauer & Oberw.
- رتبة الGeorgefischeriales Bauer, Begerow & Oberw.
- رتبة الMicrostromatales Bauer & Oberw.
- رتبة النخرية Kreisel ex Bauer & Oberw.

### شعيبةالغاريقونينية

#### طائفةالWallemiomycetes
- رتبة الWallemiomycetales

#### طائفةالBartheletiomycetes
- رتبة الBartheletiales

#### طائفةالحمراوات
- رتبة الCystofilobasidiales
- رتبة الFilobasidiales
- رتبة الHoltermanniales
- رتبة الحمراويات

#### طائفةالدمعيانية
- رتبة الدمعيانية

#### طائفةالغاريقونانية
- رتبة الكويزيات
- رتبة الSebacinales
- رتبة الأذينيات
- رتبة الTrechisporales
- رتبة الHymenochaetales
- رتبة الThelephorales
- رتبة المتعددات الأبواغ
- رتبة الGloeophyllales
- رتبة الJaapiales
- رتبة الCorticiales
- رتبة الروسوليات

##### تحت طائفةفالوسانيات
- رتبة النيجميات
- رتبة الHysterangiales
- رتبة الترباسيات
- رتبة الفالوسيات

##### تحت طائفةغاريقونانيات
- رتبة الAmylocorticiales
- رتبة الLepidostromatales
- رتبة الAtheliales
- رتبة البوليطيات
- رتبة الغاريقونيات

## شعبةالفطريات زقية

### شعيبةالمخندقينية

#### طائفةالArchaeorhizomycetes
- رتبة الArchaeorhizomycetales

#### طائفةالNeolectomycetes
- رتبة الNeolectales

#### طائفةالمتكيسة رئوية (طائفة)
- رتبة المتكيسة رئوية (طائفة)

#### طائفةالسكيراوانية
- رتبة السكيراويات

#### طائفةالمخندقانية
- رتبة الProtomycetales
- رتبة المخندقانية

### شعيبةالسكيرينية

#### طائفةالسكيرانية
- رتبة السكيريات

### شعيبةالفنجانينية
- رتبة الLahmiales
- رتبة الTriblidiales

#### طائفةالOrbiliomycetes
- رتبة الOrbiliales

#### طائفةالفنجانيانية
- رتبة الفنجانيات (فطريات)

#### طائفةالConiocybomycetes
- رتبة الConiocybales

#### طائفةالArthoniomycetes
- رتبة الArthoniales

#### طائفةالدرينانية

##### تحت طائفةبثيورانيات
- رتبة النبيخيات
- رتبة المرنجيونيات
- رتبة السخاماوات

##### تحت طائفةبوغيانانيات
- رتبة الAcrospermales
- رتبة الTubeufiales
- رتبة الMicrothyriales
- رتبة الVenturiales
- رتبة الTrypetheliales
- رتبة الكراواة عنقودية
- رتبة الJahnulales
- رتبة الPatellariales
- رتبة الMytilinidiales
- رتبة الHysteriales
- رتبة البوغيانيات

#### طائفةالعوفنيات

##### تحت طائفةMycocaliciomycetidae
- رتبة الMycocaliciales

##### تحت طائفةChaetothyriomycetidae
- رتبة الPyrenulales
- رتبة الVerrucariales
- رتبة الCelotheliales
- رتبة الطوقيات

##### تحت طائفةEurotiomycetidae
- رتبة الCoryneliales
- رتبة الEurotiales
- رتبة الArachnomycetales
- رتبة الحافريات المولد

#### طائفةالLichinomycetes
- رتبة الEremithallales
- رتبة الLichinales

#### طائفةاللقنورانية
- رتبة الUmbilicariales

##### تحت طائفةAcarosporomycetidae
- رتبة الAcarosporales

##### تحت طائفةOstropomycetidae
- رتبة الPertusariales [Agyriales]
- رتبة الBaeomycetales
- رتبة الOstropales [Gyalectales]
- رتبة الTrichotheliales

##### تحت طائفةلقنورانيات
- رتبة الRhizocarpales
- رتبة الLecideales
- رتبة الPeltigerales
- رتبة الCaliciales
- رتبة الTeloschistales
- رتبة اللقنوريات

#### طائفةالXylonomycetes
- رتبة الXylonomycetales

#### طائفةالGeoglossomycetes
- رتبة الGeoglossales

#### طائفةالملاسانية
- رتبة الMedeolariales
- رتبة الرثميات
- رتبة المسماريات (فطريات)

#### طائفةاللابولبينانية
- رتبة اللابولبينيات
- رتبة الPixidiophorales

#### طائفة الSordariomycetes
- رتبة الKoralionastetales
- رتبة الLulworthiales [Spathulosporales]
- رتبة اللطخاوات
- رتبة الTrichosphaeriales

##### تحت طائفة Meliolomycetidae
- رتبة الMeliolales

##### تحت طائفة Xylariomycetidae
- رتبة الخشبيات

##### تحت طائفة Hypocreomycetidae
- رتبة الGlomerellales
- رتبة الزقيات دقيقة [Halosphaeriales]
- رتبة البوغيات سوداء
- رتبة الCoronophorales
- رتبة المستلحميات

##### تحت طائفة Sordariomycetidae
- رتبة الConiochaetales
- رتبة الBoliniales
- رتبة الChaetosphaeriales
- رتبة السورداريات
- رتبة الخذروفيات
- رتبة الأفعويات الفم
- رتبة الديابورثيات
- رتبة الCalosphaeriales